# Truxton (Nowy Jork)
Truxton – miasto w Stanach Zjednoczonych, w stanie Nowy Jork, w hrabstwie Cortland.